# 7551 Edstolper
7551 Edstolper è un asteroide della fascia principale. Scoperto nel 1981, presenta un'orbita caratterizzata da un semiasse maggiore pari a 3,2119295 UA e da un'eccentricità di 0,1045095, inclinata di 6,95485° rispetto all'eclittica.